# Ankogel
Ankogel est une montagne de 3 252 mètres d'altitude, située sur la frontière entre les lands de Carinthie et de Salzbourg en Autriche. Il donne son nom au chaînon d'Ankogel, la partie orientale des Hohe Tauern.

## Géographie

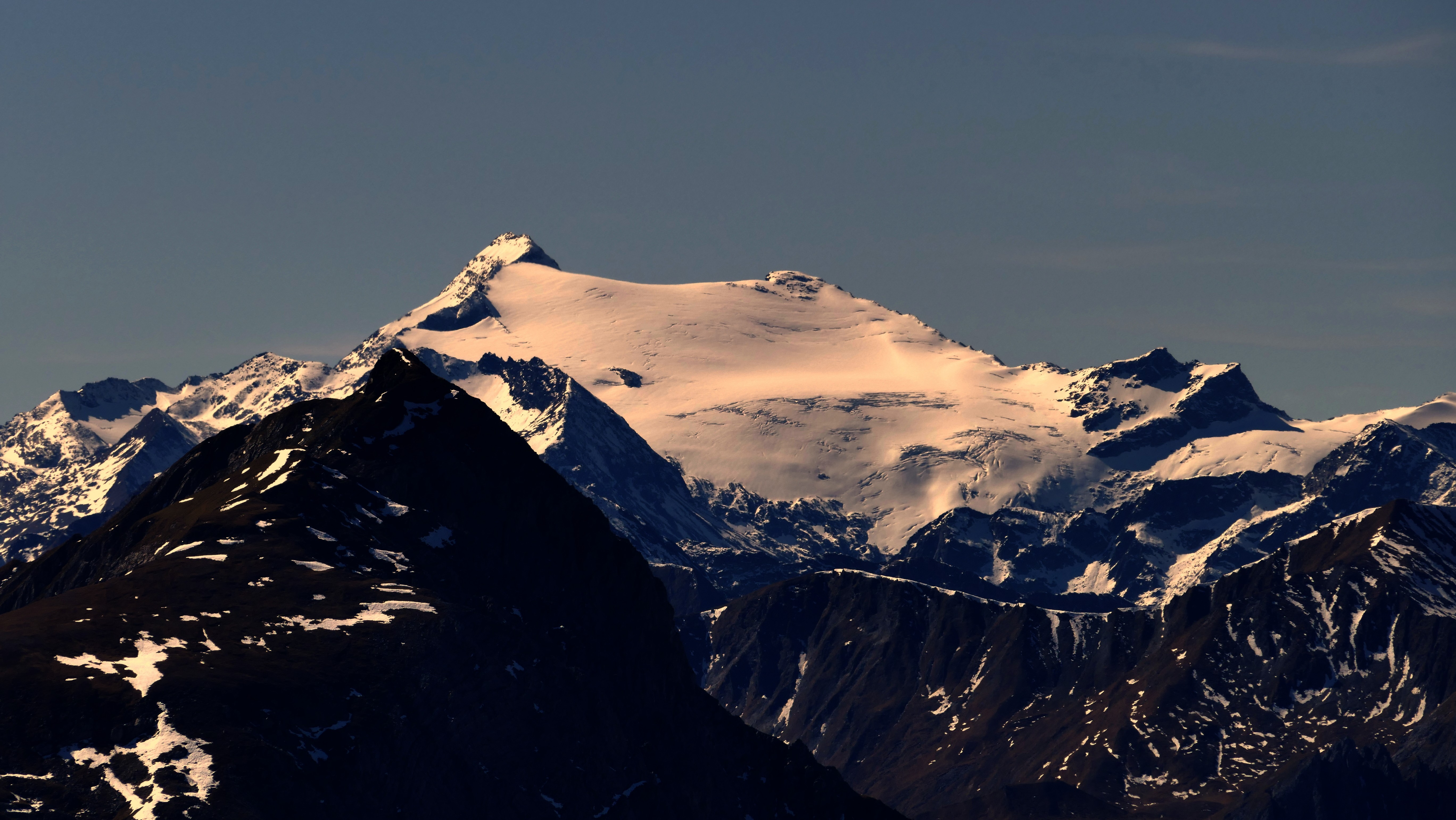
Le versant nord-est.

Bien que l'Ankogel ait donné son nom au chaînon, la Hochalmspitze (3 360 mètres) en est le point culminant. Une vue sur près de 30 sommets environnants dépassant 3 000 m est permise depuis la montagne. Le parc national des Hohe Tauern est situé à proximité immédiate.
Les agglomérations les plus importantes au voisinage de l'Ankogel sont Bad Gastein (1 002 mètres) en Salzbourg, au nord-ouest, et Mallnitz (1 191 mètres) en Carinthie, au sud-ouest, au-dessus de la Möll.

## Histoire
L'Ankogel fut gravi pour la première fois en 1762 par un paysan du nom de Patschg originaire de Böckstein, soit l'une des premières ascensions d'un sommet de plus de 3 000 mètres, et le premier glacier des Alpes de l'histoire. La première ascension touristique fut effectuée par le prêtre et alpiniste Karl Thurwieser le 17 octobre 1822, répétée par l'archiduc Jean-Baptiste d'Autriche le 4 août 1826.
Son sommet était, jusqu'à une chute de rochers survenue dans la nuit du 6 au 7 janvier 1932, plus élevé de quelques mètres.

## Domaine skiable
Ankogel désigne également une station de ski de taille moyenne qui a été installée sur les pentes sud de la montagne à Mallnitz. La pratique du ski y a été documentée par le club alpin local dès 1904.
Les remontées mécaniques, qui fonctionnent dès 8 h 30 le matin, sont constituées principalement des deux téléphériques qui relient le domaine d'altitude depuis le parking situé en fond de vallée. Ce dernier est situé quelques kilomètres en amont du village de Mallnitz, et est relié par un skibus. Le faible débit horaire des installations – les bennes de téléphérique partent à intervalles de 10 minutes – et leur relatif inconfort expliquent sans doute en partie la faible fréquentation du domaine. Un projet de construction d'un télésiège sur les hauteurs du domaine existe en 2011, ce qui permettrait de développer également quelques pistes supplémentaires sur la droite du domaine.
Le domaine skiable est le troisième le plus élevé de Carinthie, après les stations voisines de Mölltaler Gletscher et Heiligenblut. Cela lui confère un niveau d'enneigement relativement assuré, ainsi que de nombreuses possibilités de ski hors-piste sur le haut du domaine. Le domaine d'altitude est également desservi par deux téléskis parallèles. La piste de retour en vallée permet une dénivelé totale de 1 349 m. Quant à la partie inférieure du domaine – située sous la première téléphérique – elle est tracée directement dans la forêt, et enneigée par des canons à neige si besoin. Les pistes y sont plus pentues.
La gare du téléphérique est située, de même que le petit domaine pour débutants, de l'autre côté d'une rivière. Cela impose par conséquent de marcher quelques minutes à chaque fois pour pouvoir rejoindre la remontée.
La station est membre des regroupements de stations de ski Ski)Hit et TopSkiPass Kärnten & Osttirol. Elle coopère également avec Mölltaler Gletscher – qui appartient au même groupe "Schultz Gruppe" – pour une offre forfaitaire séjours commune.